# Евротоннель
Евротоннель, тоннель под Ла-Маншем (фр. tunnel sous la Manche, англ. Channel Tunnel, также иногда просто Eurotunnel) — двухпутный железнодорожный тоннель длиной около 51 км, из которых 39 км проходят под проливом Ла-Манш. Соединяет континентальную Европу с островом Великобритания железнодорожным сообщением. Благодаря тоннелю стало возможно попасть в Лондон, отправившись из Парижа, всего за 2 часа 15 минут; в самом тоннеле поезда находятся от 20 до 35 минут.
Тоннель был торжественно открыт 6 мая 1994 года.
В том же году Американское общество инженеров-строителей объявило Евротоннель одним из семи чудес света современности.
В 2013 году Евротоннель был третьим по протяжённости железнодорожным тоннелем в мире, уступая по этому показателю тоннелю Сэйкан (53,85 км) и Готардскому тоннелю (57,1 км).
В то же время Евротоннель установил рекорд протяжённости под водой, превзойдя Сэйкан, подводный сегмент которого составлял 23,3 км. Евротоннель стал также самым длинным международным тоннелем.
Оператором Евротоннеля является компания Getlink.

## История

### Оппозиция
См. также: Вторжения на Британские острова, Палмерстонские форты

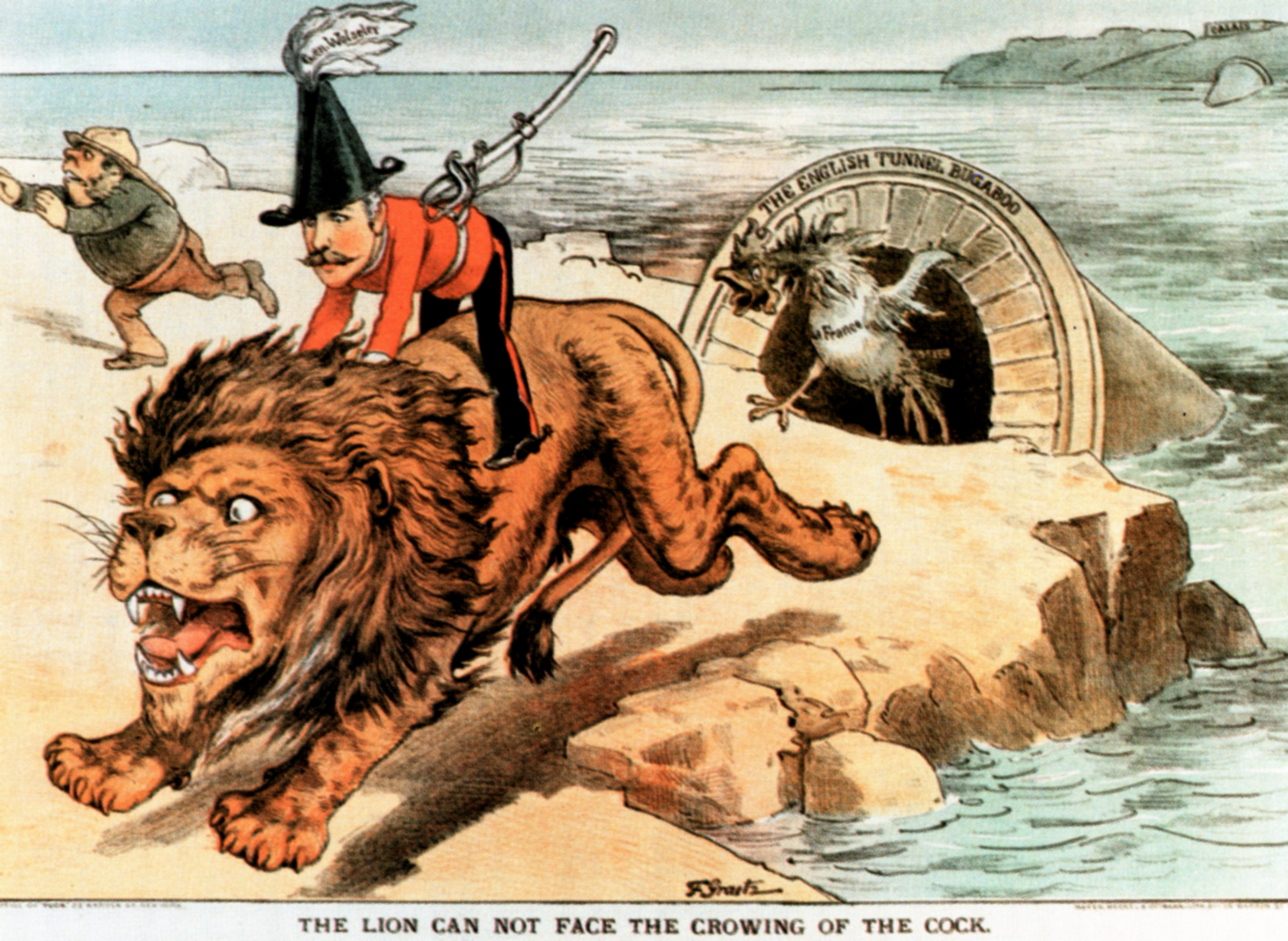
Галльский петух, выскочив из тоннеля и раскукарекавшись, прогоняет перепуганного британского льва. Сатирическая карикатура австрийского художника Фридриха Греца, опубликованная в 1885 году в американском еженедельнике «Пак» под заголовком «The American view of the Channel Tunnel Scare»

Если во Франции идея строительства тоннеля всегда находила всеобщую поддержку и повсеместное одобрение, то в Англии она натыкалась на глухое неприятие и повсеместное сопротивление не только среди консерваторов, но даже среди сторонников евроинтеграции страны. Разработчиками проектов тоннеля, главным образом, были французы, поскольку в Англии на протяжении всего  периода от первых проектов конца XVIII века и вплоть до конца XX века опасались, что построив тоннель под Ла-Маншем создадут тем самым коридор для сухопутного вторжения с материка. А поскольку Британия в 1797 году отбила последнее на сегодняшний день, Фишгардское вторжение французов, а в 1805 году потопив франко-испанский флот в Трафальгарском сражении сорвала план наполеоновского вторжения в Англию, страхи британцев перед вторжением с материка были отчасти обоснованы. Такого рода взгляды и предубеждения получили обобщающее название «Боязнь тоннеля» или «Тоннельная угроза» (Channel tunnel scare). Менялся лишь образ гипотетического противника, способного воспользоваться тоннелем и вторгнуться в Англию: Сначала это были французы, затем, с 1871 до 1945 года — немцы, с 1945 года и до завершения холодной войны — Восточный блок.  Объяснялось это переменчивостью внешнеполитических союзов и перспективами революционных изменений в Европе и Америке. Британский либерал лорд Роберт Кру-Милнс, отражая взгляды адмиралтейства на проблему и предвосхищая грядущие геополитические потрясения, среди прочего отмечал в 1907 году: «Высокие широты политики текучи, эластичны, изменчивы; сегодняшний друг, завтрашний враг; союзник против врага, внезапно союзник врага против тебя; [Будь то] Россия, или Франция, или Германия, или Америка, одна власть в этом году, совсем другая власть и в корне изменившиеся отношения с тобой в следующем».
При этом, аргументация британских противников строительства тоннеля во второй половине XIX века строилась следующим образом, как это изложил член палаты общин Джон Брайт (большой сторонник британско-французского союза) в своей речи перед избирателями в 1883 году: Если вдруг, скажем, вспыхнет война между Францией и другой крупной сухопутной державой, Германией или Россией, в которой Британия поддержит противника Франции или выберет нейтралитет, то Франция будет силой обстоятельств вынуждена захватить этот тоннель. По такой логике, тоннель был одинаково опасен для обеих соседних держав, причём для Франции даже опаснее, чем для Англии.

### Проекты

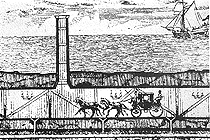
Эскиз Альберта Матье-Фавье

Идея строительства тоннеля под Ла-Маншем возникла в конце XVIII — начале XIX века в регионе Нор — Па-де-Кале.
В 1802 году французский инженер Альбер Матье-Фавье (фр. Albert Mathieu-Favier) высказал идею строительства тоннеля. Согласно проекту, тоннель должен был освещаться масляными лампами и по нему должны были путешествовать конные экипажи. Для вентиляции предусматривались отдушины, ведущие к поверхности моря. В те времена стоимость строительства была оценена в 1 миллион фунтов стерлингов (примерно 66,4 миллиона в ценах 2005 года).
Этот проект был предложен Наполеоном I при заключении мирного договора между Великобританией и Францией, однако из-за Войны третьей коалиции он так и остался на бумаге.
Когда в 1858 году парламент Великобритании ознакомился с предложением строить тоннель под Ла-Маншем, лорд Пальмерстон воскликнул:

«Что? Вы ещё смеете просить денег на дело, цель которого — сократить расстояние, как мы считаем, и без того слишком короткое?»

В 1856 году другой француз, инженер Томе де Гамонд (фр. Aimé Thomé de Gamond), предлагал строительство железнодорожного тоннеля, чтобы соединить Францию с Англией. Французы согласились, но англичане колебались. Тогда де Гамонд посоветовался с Питером Уильямом Барлоу (англ. Peter W. Barlow), британским инженером, одним из строителей первого метрополитена в мире — лондонского. Затем, в 1872 году, Барлоу и его сотрудник сэр Джон Хо́кшо стали вместе собирать деньги на строительство перемычки. Одновременно французский и английский парламенты приняли постановление о строительстве тоннеля. Из-за отсутствия финансирования проект был запущен лишь год спустя.
В 1881 году были проведены геологические изыскания, и 21 октября две буровые машины конструкции Инглиша-Бомонта начали работу — одна с английской стороны, около Дувра, вторая с французской стороны у города Сангатт.
18 марта 1883 года строительство было остановлено, так как британцы опасались, что готовый тоннель может облегчить вторжение противника на территорию Великобритании. К этому времени было прорыто 2026 метров с британской стороны и 1829 метров — с французской.
В 1922 году рабочие начали бурить тоннель у Фолкстона. После того, как было завершено 128 метров, по политическим причинам проект снова был остановлен.
После Второй мировой войны идея постройки тоннеля вновь была возрождена. В 1957 году была сформирована исследовательская группа, которая в 1960 году в своём отчёте порекомендовала прорыть два главных тоннеля и один служебный между ними.
Проект был одобрен и запущен в 1973 году. Из-за очередных финансовых проблем спустя два года, когда был прокопан тестовый тоннель длиной 250 метров, он снова был остановлен.
В 1984 году правительства Великобритании и Франции пришли к выводу, что без дополнительного привлечения частных средств строительство невозможно. Финансовые затраты регулярно подскакивали. Из четырёх предложенных был выбран план, наиболее сходный с проектом 1973 года. 20 января 1986 года он был опубликован. 12 февраля 1986 года оба правительства подписали договор по строительству тоннеля в Кентербери и ратифицировали его в 1987 году.
По проекту тоннель должен был соединять два города: Кале с французской стороны и Фолкстон с английской (этот путь не является самым коротким из возможных). Рыть предполагалось в легко податливом меловом геологическом слое, поэтому тоннель должен был пролегать глубже, чем планировалось, примерно на 50 метров ниже дна пролива, причём южная часть должна пролегать глубже, чем северная. Из-за этого французам сначала пришлось строить шахту диаметром 50 м и глубиной 60 м, чтобы достичь песчаника.

### Строительство
15 декабря 1987 года заработал первый проходческий щит для горизонтальных выработок, а 28 февраля 1988 года — его французский двойник. Их работа заключалась в том, чтобы бурить тоннель сообщения диаметром в 4,8 метра, рассчитанный на хозяйственные нужды и непредвиденные случаи. Более мощные проходческие комбайны прокладывали путь через скалу, чтобы провести два главных тоннеля, каждый диаметром по 7,6 метра с обделкой.
В глубине тоннеля практически без перерыва работало 11 щитов одновременно. Три из них прокладывали тоннель от Шекспир-Клиффа (англ. Shakespear Cliff) в сторону Британского терминала, сразу за Фолкстоном. Три других двигались к морю под Ла-Маншем навстречу трём французским щитам, которые начали с шахты в Сангатте. И два оставшихся проходческих щита бурили три тоннеля вглубь страны оттуда к терминалу в Кокеле, около Кале.

Разрез пролива с проложенным тоннелем

Эти машины во время работы одновременно укрепляли стены бетонными сегментами, образующими охватывающие ствол тоннеля полутораметровые кольца. На установку каждого кольца требовалось в среднем 50 минут. Британские машины в среднем в неделю прорывали около 150 метров, тогда как французские — 110 вследствие различной конструкции машин и условий для бурения.
Для точной состыковки строящихся частей тоннеля использовалась лазерная система позиционирования. Благодаря этой системе обе стороны встретились в намеченной точке 1 декабря 1990 года на глубине 40 метров от дна пролива. Погрешность составила 0,358 метра по горизонтали и 0,058 метра по вертикали. Всего британской стороной было проделано 84 км тоннеля, а французской — 69 км. Последние метры тоннеля британские и французские бурильщики проделали вручную — с помощью кирок и лопат. После этого главные тоннели соединились и британские проходческие щиты были отведены в подземные депо, а французские — демонтированы и убраны из тоннеля.
Чтобы направлять машины, оператор смотрел в экраны компьютеров и видеомониторы. Перед началом тоннельных работ спутниковые обсерватории помогали рассчитать во всех подробностях точный путь. Тонкими сверлами зондировали образцы известковой глины, показывающие, в каком направлении двигаться более чем на 150 метров. Лазерный луч, направляемый на светочувствительную точку комбайна, помогал водителю выбирать правильное направление.
В 6—8 км от берега проходческие комбайны строили под Ла-Маншем переходы, по которым, когда нужно, поезда можно было бы перевести из одного тоннеля в другой. Через каждые 375 метров бригады проходчиков, оснащенные малогабаритной техникой, прокладывали переходы, чтобы соединить главные тоннели со служебными.
В арке над служебным тоннелем провели каналы снижения давления, которые соединили два главных тоннеля.
За время строительства было изъято 8 миллионов кубометров породы (куб с размером грани 200 метров). Каждая сторона распорядилась своей частью по-своему. Французы просто смешали землю с водой и вывели полученную пульпу обратно в море. А из породы, вынутой англичанами, на британском берегу был образован искусственный мыс Шекспира (англ. Shakespeare Cliff) площадью 90 акров (0,36 км²), на котором впоследствии был устроен парк.
Проект был завершён за 7 лет силами 13 тыс. рабочих и инженеров.
6 мая 1994 года Евротоннель был торжественно открыт главами государств-участников — королевой Великобритании Елизаветой II и президентом Франции Франсуа Миттераном.

## Система безопасности

Евротоннель в поперечном разрезе

Евротоннель состоит из трёх тоннелей — двух основных, имеющих рельсовый путь для поездов, следующих на север и юг, и одного небольшого служебного тоннеля. Служебный тоннель через каждые 375 метров имеет проходы, объединяющие его с основными. Он разработан для доступа к основным тоннелям обслуживающего персонала и аварийной эвакуации людей в случае опасности.
Каждые 250 метров оба основных тоннеля соединяются между собой особой системой вентиляции, расположенной сверху служебного тоннеля. Эта система воздушных шлюзов позволяет свести на нет поршневой эффект, образуемый движущимися поездами, распределяя воздушные потоки в соседний тоннель.
Все три тоннеля имеют две развязки, позволяющие поездам беспрепятственно перемещаться между тоннелями.
Движение поездов левостороннее, как и на остальных железных дорогах Франции и Великобритании.

## Транспортная система
Для Евротоннеля построена линия TGV LGV Nord Europe, благодаря чему из Парижа в Лондон можно добраться за 2 часа 15 минут.
Сам тоннель поезда компании Eurostar преодолевают за 20 минут, а поезда Eurotunnel Shuttle — за 35 минут.
На линии Евротоннеля действует четыре типа поездов:

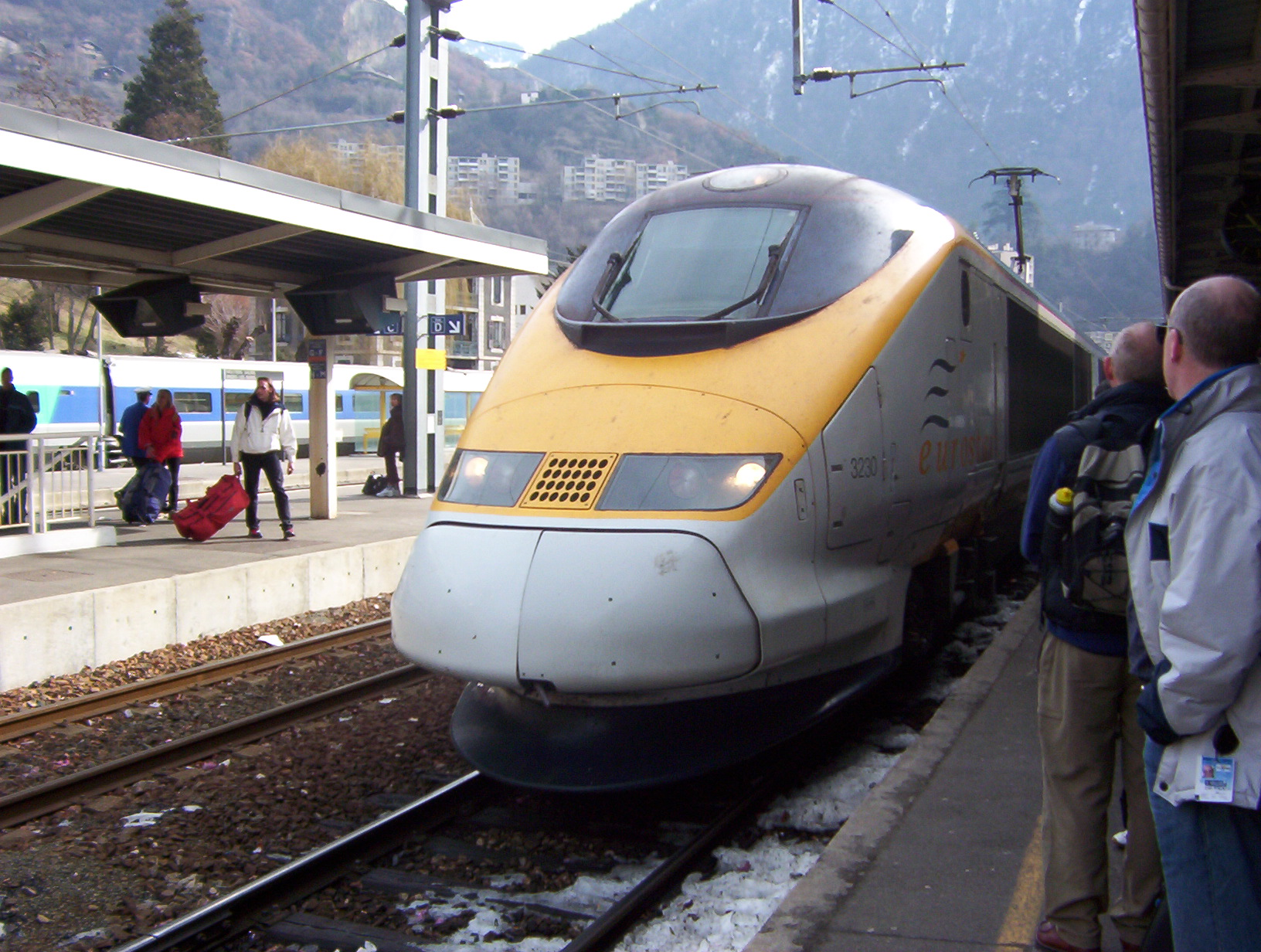
Поезд TGV Eurostar

- высокоскоростные пассажирские поезда TGV Eurostar, действующие между лондонской железнодорожной станцией Сент-Панкрас, парижским Северным вокзалом (Gare du Nord) и станцией Midi/Zuid в Брюсселе с остановками в Ашфорде, Кале и Лилле.
- пассажирские челночные поезда Eurotunnel Shuttle, перевозящие автобусы, легковые автомобили и фургоны между Сангаттом и Фолкстоном. Благодаря особой системе погрузки весь процесс въезда автомобиля в вагон занимает не более восьми минут, при этом пассажиры остаются внутри своих машин.
- грузовые поезда Eurotunnel Shuttle с открытыми вагонами, в которых перевозят грузовики, при этом сами водители едут в отдельном вагоне.
- грузовые поезда. Эти поезда могут перевозить различные грузы и контейнеры между континентальной Европой и Великобританией.

По Франции и линии Channel Tunnel Rail Link (на территории Великобритании) поезда Eurostar едут с высокой скоростью — крейсерская скорость достигает 300 км/ч. В тоннеле скорость снижается до 160 км/ч.
Первая часть Channel Tunnel Rail Link между тоннелем и Эббсфлитом была открыта в 2003 году. Вторая часть между Эббсфлитом и Сент-Панкрасом была закончена в ноябре 2007 года.
В 2004 году по Евротоннелю проехало 7 276 675 пассажиров, 2 101 323 автомобиля, 1 281 207 фургонов и 63 467 автобусов.
Для тяги грузовых поездов используются электровозы British Rail Class 92.

## Финансовые показатели деятельности
Вклад частного финансирования в таком сложном проекте был беспрецедентным. 45 млн фунтов стерлингов было привлечено через CTG/F-M, 770 млн фунтов стерлингов через публичное размещение акций, 206 млн фунтов стерлингов дали частные институциональные инвесторы, также был оформлен синдицированный банковский кредит до 5 млрд фунтов стерлингов. Оценочная стоимость проекта в 1985 году составила 2,6 млрд фунтов стерлингов. К концу строительства фактические расходы превысили расчётные на 80 % и составили 4,65 млрд фунтов стерлингов. Перерасход был частично обусловлен повышенными требованиями к безопасности, надёжности и экологичности тоннеля.
Евротоннель — грандиозный проект XX века, пока не окупившийся в финансовом отношении.
8 апреля 2008 года компания Eurotunnel впервые за время своего существования (с 1986 года) объявила о годовой прибыли, ставшей возможной благодаря широкомасштабной программе реструктуризации долгов. Компания сообщила, что за 2007 год получена чистая прибыль в размере одного миллиона евро (1,6 млн долларов). В 2008 году оператору Евротоннеля удалось получить прибыль в 40 млн евро. В 2009 году впервые с момента своего основания компания выплатила дивиденды.
В 2010 году убыток Eurotunnel составил 58 млн евро, что вызвано, в том числе, и последствиями мирового экономического кризиса.
В 2011 году компания получила прибыль в размере 11 млн евро, пассажиропоток достиг рекордного показателя 19 млн человек; на фондовом рынке акция Eurotunnel стоила 6,53 евро, а дивиденды составляли 0,08 евро на акцию.

## Нелегальные иммигранты
Тоннель стал относительно лёгким способом для нелегальных иммигрантов проникнуть в Великобританию, где социальная политика благосклонна к приезжим иностранцам.
Неподалёку от Сангатта был расположен центр для иммигрантов, желающих попасть в Великобританию. Множество из них, не дожидаясь решения иммиграционных властей, самовольно пыталось попасть на остров с помощью Евротоннеля. Использовалось несколько способов добраться до Великобритании:
- Забраться в пассажирский поезд. Спустя некоторое время после открытия линии пограничники почти не проверяли паспорта, благодаря чему можно было легко сесть в вагон Eurostar и спустя 50 минут выйти незамеченным уже на другом конце пути. Однако с ужесточением паспортно-визового режима (во многом из-за нелегальных иммигрантов) этот способ практически себя исчерпал.
- Спрятаться в грузовом контейнере. Подобным образом пытается пересечь Ла-Манш большинство нелегалов. Этот путь сопряжён с рядом опасностей.
- Пройти пешком. Несмотря на то, что обычному человеку преодолеть 50 км пешком в тоннеле не по силам, находились те, кто всё же преодолевал этот путь: в августе 2015 года был задержан иммигрант из Судана, который прошёл пешком 50 км[16].

В 2002 году британские власти установили прослушивающее и сканирующее оборудование на посту в Кенте в надежде на то, что они смогут регистрировать спрятавшихся в контейнерах людей. В начале 2003 года по требованию английского правительства французы закрыли иммиграционный лагерь в Сангатте, дабы отвадить желающих попутешествовать подобным образом, и окружили въезд в тоннель забором с колючей проволокой.
В ночь с 28 на 29 июля 2015 года около двух тысяч иммигрантов попытались нелегально проникнуть в Великобританию из Франции через тоннель. Этот инцидент стал самой масштабной попыткой нелегальных мигрантов пересечь Ла-Манш с целью незаконно попасть в Великобританию. По информации ТАСС, в окрестностях Кале разбили лагерь около 10 тысяч иммигрантов, рассчитывавших нелегально перебраться в Великобританию.

## Велосипедное движение
В ночь со 2 на 3 декабря 1994 года по тоннелю проехала группа профессиональных и полупрофессиональных велосипедистов во главе с Анри Саннье. Это был первый официальный проезд велосипедистов по всему тоннелю.
1 июня 2014 года в преддверии 101 гонки Тур де Франс капитан британской команды Team Sky Крис Фрум проехал по тоннелю на велосипеде для гонок с раздельным стартом. Это было первое одиночное пересечение пролива по тоннелю на велосипеде.

## Чрезвычайные ситуации
Система безопасности Евротоннеля в реальных чрезвычайных ситуациях была испытана восемь раз.
18 ноября 1996 года
В тоннеле впервые произошёл пожар — загорелся челночный поезд, везущий грузовики. 34 человека из горящего поезда, в основном водители машин, были эвакуированы в служебный тоннель прибывшей французской службой спасения. Восьмерых пострадавших вывезли из тоннеля на машинах скорой помощи. Остальные были эвакуированы с помощью другого поезда, следовавшего в противоположном направлении. Пожарная команда тушила огонь несколько часов, борясь с низким давлением воды в системе пожаротушения, сильным сквозняком в вентиляции и высокой температурой.
200 метров тоннеля были серьёзно повреждены, ещё 200 метров были повреждены частично. Некоторые участки тоннеля были прожжены на 50 мм (толщина бетонного кольца, охватывающего тоннель, равна 450 мм). Последние вагоны и локомотив поезда были полностью выведены из строя.
Все пострадавшие впоследствии полностью выздоровели. Жертв не было, в основном благодаря конструкции тоннеля и слаженной работе служб безопасности Франции и Великобритании.
Евротоннель был вновь открыт три дня спустя — 21 ноября, однако работал лишь один тоннель и только для грузовых поездов: правила безопасности запрещали пассажирские перевозки во время экстренных ситуаций. Они были возобновлены только 4 декабря. Полностью Евротоннель стал работать с 7 января 1997 года.
10 октября 2001 года
Один из поездов неожиданно остановился посреди тоннеля. Возникла паника среди пассажиров, многие оказались подвержены приступам клаустрофобии. Люди провели под землёй около пяти часов, пока их не эвакуировали через служебный тоннель.
21 августа 2006 года
Загорелся один из грузовиков, перевозимых челночным поездом. Движение по тоннелю было приостановлено на несколько часов.
11 сентября 2008 года
Произошёл пожар на французском участке тоннеля — в одном из вагонов грузового состава, следовавшего из Великобритании во Францию. Состав перевозил грузовые автомобили. В нём находились 32 человека: в основном водители, сопровождавшие свои машины. Все люди были эвакуированы. В результате пожара были госпитализированы 14 человек, которые отравились угарным газом или получили лёгкие ранения при эвакуации. Тоннель продолжал гореть всю ночь и даже утром. В Великобритании в графстве Кент образовались огромные пробки, поскольку полицейские перекрыли дороги, чтобы транспортные средства не подъезжали близко ко входам в тоннель.
После этой аварии движение в тоннеле в полном объёме было восстановлено лишь 23 февраля 2009 года.
18 декабря 2009 года
Из-за отказа системы энергоснабжения тоннеля в результате резкого перепада температуры и снегопада на севере Франции пять поездов встали в тоннеле.
Поломки произошли из-за того, что поезда не были готовы к эксплуатации в зимних условиях, у них были недостаточно защищены токопроводящие линии и подвагонное пространство. В Eurostar отметили, что все поезда ежегодно проходят техобслуживание с учётом холодной погоды, однако принимаемых мер оказалось недостаточно.
7 января 2010 года
Пассажирский поезд «Евростар» с 260 пассажирами, следовавший из Брюсселя в Лондон, застрял в тоннеле под Ла-Маншем, тоннель был закрыт на два часа. К поезду были направлены бригады специалистов, а также вспомогательный локомотив, взявший неисправный поезд на буксир. Представители компании «Евротоннель» заявили, что причиной поломки состава стал снег. Он попал в отсеки с электрооборудованием поезда, а после въезда в тоннель растаял.
27 марта 2014 года
Движение поездов через тоннель было прервано из-за пожара в здании, находящемся рядом с въездом в тоннель с британской стороны. Четыре состава «Евростар» были возвращены в пункты отправления в Лондон, Париж и Брюссель. Причиной инцидента стал удар молнии. Пострадавших нет.
17 января 2015 года
Движение поездов было остановлено из-за грузовика, загоревшегося в тоннеле недалеко от въезда в него со стороны Франции. Все составы, вышедшие на линию, из-за задымления были возвращены на вокзалы. Пострадавших нет.
Это был четвёртый с начала эксплуатации Евротоннеля случай, когда его закрывали из-за загоревшихся на платформе поезда грузовиков.